# Tadeusz Środulski
Tadeusz Józef Środulski (ur. 9 marca 1922 w Krakowie, zm. 8 sierpnia 1995 tamże) – profesor mechaniki, rektor Politechniki Krakowskiej. 

## Życiorys
Uczęszczał do gimnazjum św. Jacka oraz VIII Liceum Ogólnokształcącego w Krakowie. 
Studiował na Politechnice Śląskiej i Akademii Górniczo-Hutniczej w Krakowie, gdzie uzyskał tytuł magistra nauk technicznych; ponadto ukończył Szkołę Nauk Politycznych przy Wydziale Prawa Uniwersytetu Jagiellońskiego. Od 1949 pracował w AGH, a od 1954 na Politechnice Krakowskiej. Pracował w Instytucie Pojazdów Samochodowych i Silników Spalinowych Wydziału Mechanicznego Politechniki Krakowskiej. 
Specjalizował się w mechanice ciepła. W 1961 uzyskał stopień doktora nauk technicznych na podstawie rozprawy pt. Rozkład mieszanki paliwowo-powietrznej w cylindrach czterosuwowego silnika gaźnikowego, a w 1965 uzyskał stopień  doktora habilitowanego na podstawie pracy pt. Wykorzystanie energii spalin czterosuwowego silnika wysokoprężnego do napędu turbosprężarki. 
W latach 1971–1982 prorektor ds. ogólnych Politechniki Krakowskiej, a w latach 1982–1987 rektor Politechniki Krakowskiej. 
Odznaczony Krzyżem Kawalerskim i Krzyżem Oficerskim Orderu Odrodzenia Polski, Medalem 30-lecia Polski Ludowej i Medalem KEN. 
Był żonaty z Zofią z domu Zygmunt. Pochowany na cmentarzu Rakowickim.

## Wybrane publikacje
- Silniki samochodowe z zapłonem iskrowym, Warszawa 1960 (wspólnie z Marianem Zabłockim).
- Gaźniki samochodowe, Warszawa 1961 (wspólnie z Marianem Zabłockim).
- Silniki spalinowe z turbodoładowaniem, Warszawa 1970 (wspólnie z Czesławem Kordzińskim).
- Ćwiczenia laboratoryjne z inżynierii chemicznej: praca zbiorowa: skrypt dla studentów wyższych szkół technicznych, Kraków 1984[2].